# Kacper Sezonienko
Kacper Sezonienko (Ostróda, 23 marzo 2003) è un calciatore polacco, attaccante del Lechia Danzica.

## Carriera

### Club
Cresciuto nel settore giovanile del Lechia Danzica, ha esordito in prima squadra l'8 agosto 2021, disputando l'incontro di Ekstraklasa pareggiato per 1-1 contro lo Śląsk Breslavia.

### Nazionale
Nel 2020 ha giocato 3 partite con la nazionale polacca Under-17, realizzandovi anche una rete.

## Statistiche

### Presenze e reti nei club
Statistiche aggiornate al 18 maggio 2022.
| Stagione        | Squadra         | Campionato      | Campionato | Campionato | Coppe nazionali | Coppe nazionali | Coppe nazionali | Coppe continentali | Coppe continentali | Coppe continentali | Altre coppe | Altre coppe | Altre coppe | Totale | Totale |
| Stagione        | Squadra         | Comp            | Pres       | Reti       | Comp            | Pres            | Reti            | Comp               | Pres               | Reti               | Comp        | Pres        | Reti        | Pres   | Reti   |
| --------------- | --------------- | --------------- | ---------- | ---------- | --------------- | --------------- | --------------- | ------------------ | ------------------ | ------------------ | ----------- | ----------- | ----------- | ------ | ------ |
| 2020-2021       | Bytovia Bytów   | 1L              | 32         | 5          | CP              | 1               | 0               |                    | -                  | -                  |             | -           | -           | 33     | 5      |
| 2021-2022       | Lechia Danzica  | EK              | 25         | 1          | CP              | 2               | 0               |                    | -                  | -                  |             | -           | -           | 27     | 1      |
| Totale carriera | Totale carriera | Totale carriera | 57         | 8          |                 | 3               | 0               |                    | -                  | -                  |             | -           | -           | 60     | 8      |

## Palmarès

### Club

#### Competizioni nazionali
- Campionato polacco di seconda divisione: 1

Lechia Danzica: 2023-2024